# Tecua
Tecua (Tegua), jedno od plemena američkih Indijanaca porodice Arawakan, nastanjenih u vrijeme konkviste u susjedstvu Čibča Indijanaca na području današnjeg departmana Boyacá. Tecua Indijanci bijahu na glasu kao vješti vidari i poznati yerbaterosi (oni koji prave maté-čaj). 
Od susjednih Čibča razlikovali su se po nošnji i po jeziku.  Otkrila ih je 1537. godine ekspedicija Juana de San Martina.